# Тридцать дней
«Тридцать дней» («30 дней») — советский ежемесячный художественно-литературный, общественный и научно-популярный иллюстрированный журнал. Выходил в Москве с 1925 по июнь 1941 г. 
Редколлегию журнала в разные годы возглавляли — Василий Регинин, Александр Андрейчик, Владимир Нарбут, Василий Соловьёв, Пётр Павленко и др.; с середины 1937 г. журнал вела редколлегия без главного редактора.
Наиболее полно в журнале были представлены жанры короткого рассказа и очерка, небольшого цикла стихотворений. В нём впервые опубликованы романы И. Ильфа и Е. Петрова «Двенадцать стульев» (1928) и «Золотой телёнок» (1931, со статьёй А. В. Луначарского).

## Авторы и переводы
В числе других авторов журнала — прозаики, поэты, переводчики, литературоведы:
Виктор Ардов, Николай Асеев, Эдуард Багрицкий, Яков Бельский, Ольга Берггольц, Ванда Василевская, Артём Весёлый, Ефим Вихрев, Евгений Габрилович, Константин Гамсахурдия, Юрий Герман, Михаил Гершензон, Семён Гехт, Василий Гроссман, Борис Житков, Николай Зарудин, Михаил Зощенко, Всеволод Иванов, Вера Инбер, Валентин Катаев, Иван Катаев, Лев Кассиль, Василий Катанян, Вадим Кожевников, Сергей Колбасьев, Михаил Кольцов, Сигизмунд Кржижановский, Эмиль Кроткий, Всеволод Лебедев, Владимир Лидин, Михаил Лоскутов, Владимир Луговской, Владимир Маяковский, Сергей Михалков, Владимир Нейштадт, Лев Никулин, Алексей Новиков-Прибой, Николай Олейников, Юрий Олеша, Валентин Парнах, Борис Пастернак, Константин Паустовский, Андрей Платонов, Николай Погодин, Михаил Пришвин, Сергей Ромов, Лидия Сейфуллина, Пётр Слётов, Евгений Соболевский, Николай Тихонов, Владимир Тренин, Сергей Третьяков, Татьяна Тэсс, Николай Харджиев, Виктор Шкловский, Илья Эренбург и др.
В журнале «Тридцать дней» публиковались переводы таких известных зарубежных авторов, как Шервуд Андерсон, Гийом Аполлинер, Анри Барбюс, Жан-Ришар Блок, Поль Валери, Андре Жид, Эрскин Колдуэлл, Андре Мальро, Джон Пристли, Ромен Роллан, Эптон Синклер, Агнесс Смедли, Эльза Триоле, Эрнест Хемингуэй, Лэнгстон Хьюз, Карел Чапек и др.
Среди иллюстраторов журнала — художники и фотографы: Самуил Адливанкин, Меер Аксельрод, Вениамин Брискин, Лев Бруни, Пётр Вильямс, Юлий Ганф, Борис Ефимов, Аминадав Каневский, Алексей Кравченко, Кукрыниксы, Николай Купреянов, Бронислав Малаховский, Пётр Митурич, Дмитрий Моор, Георгий Нисский, Павел Павлинов, Юрий Пименов, Николай Радлов, Александр Родченко, Константин Ротов, Леонид Сойфертис, Павел Соколов-Скаля, Александр Тышлер, Владимир Фаворский, Михаил Черемных и др.

После Одессы Регинин переехал в Москву и редактировал там журнал «Тридцать дней», один из интереснейших журналов.

Весь свой опыт журналиста Регинин вложил в этот журнал. Он делал его блестяще.

В «Тридцати днях» он первый напечатал «Двенадцать стульев» Ильфа и Петрова, тогда как остальные журналы и издательства предпочли «воздержаться» от печатания этой удивительной, но пугающей повести.

В «Тридцати днях» Регинин собрал лучших писателей и поэтов и всю талантливую тогдашнюю литературную молодежь (сейчас это уже всё маститые писатели и даже «классики»).— 